# Alexandria Stadium
Alexandria Stadium (egipski arabski ‏إستاد الإسكندرية‎) – wielofunkcyjny stadion w Aleksandrii w Egipcie. 

## Historia
Jest najstarszym stadionem w Egipcie i Afryce. Został zbudowany w 1929. Stadion mieści 20 000 ludzi.
Najczęściej pełni rolę stadionu piłkarskiego, był używany w czasie Pucharu Narodów Afryki 2006. Obiekt był także jedną z aren piłkarskich Mistrzostw Świata U-17 1997 oraz Mistrzostw Świata U-20 2009.